# Lottia alveus
Lottia alveus — невеликий молюск, один з видів черевоногих, що мають узагальнюючу (нетаксономічну) назву «морські блюдечка». Жив у північно-західній частині Атлантичного океану, від Лабрадору до узбережжя штату Нью-Йорк. Зараз є вимерлим, але ще в 1920-х роках був вельми звичайним.

## Зовнішній вигляд
Для молюска характерна конусоподібна черепашка класичної для морських блюдечок форми, відношення висоти до ширини — 1.85-1.94, довжини до ширини — 1.69-1.75, колір черепашки світлий, зсередини черепашка вкрита світлими та темними плямами, що чергуються в шаховому порядку, та з маленькою центральною плямою.

## Розповсюдження та спосіб життя
З моменту первинного опису та до початку 1920-х років цей вид відмічався як звичайний на всій площі свого ареалу. Молюск жив виключно на листі камки (Zostera marina) у водах солоністю 30-32‰. Харчувався клітинами епітелію листа, які зішкрібав радулою.

## Причини зникнення
Зникнення цього молюска, хоча і відбулось за часів інтенсивної господарської діяльності людини на всьому просторі його ареалу, судячи зі всього, ніяк з діяльністю людини не пов'язане. Основною причиною було масове вимирання морської трави Zostera marina між 1930 та 1933 роками, спричинене вибухом чисельності слизовика Labyrinthula zosterae
.
Вимирання зостери відбулося і на американському, і на європейському узбережжі Атлантичного океану, але вид зберігся в розпріснених водах (солонуватоводні лагуни, гирла річок), позаяк слизовик, що спричинив вимирання, в таких умовах існувати не може. Завдяки вцілілим солонуватоводним популяціям зостера відновила свою чисельність та розповсюдження, але молюск Lottia alveus зник незворотно: в розпрісненій воді він не жив.
Таким чином, Lottia alveus став першим видом морських безхребетних, зниклим протягом історичного часу; втім, цей погляд не є загальноприйнятим серед зоологів.